# Eumenes atrophicus
Eumenes atrophicus (лат.) — вид одиночных ос рода Eumenes из семейства Vespidae.

## Распространение
Южная, Восточная и Юго-Восточная Азия.

## Описание
Чёрные осы с желтоватыми отметинами и тонким длинным стебельком брюшка (петиоль). Длина около 1 см. Первый тергит вытянутый, апикальные края второго тергита почти прямые. Латеральные края проподеума круглые. Средние голени с одной вершинной шпорой. Вид был впервые описан в 1798 году датским энтомологом Иоганном Фабрицием.